# Ghazir
Ghazir – miejscowość w Libanie, w dystrykcie Kasarwan, miejsce urodzenia emira Beszira Szihaba II oraz prezydenta Fuada Szihaba. W mieście znajduje się zabytkowe kolegium Deir Mar Maroun, wybudowane przez jezuitów w latach 1843-44. W Ghazir zatrzymał się Juliusz Słowacki podczas swojej podróży na Bliski Wschód w 1837 roku. W okresie II wojny światowej i tuż po niej przebywali tu polscy uchodźcy, istniała polska szkoła i kościół.